# Canistota (Dakota Południowa)
Canistota – miasto w Stanach Zjednoczonych, w stanie Dakota Południowa, w hrabstwie McCook.